# US-amerikanische Badmintonmeisterschaft 1942
Die US-amerikanische Badmintonmeisterschaft 1942 fand Anfang April 1942 in Durham statt. Es war die sechste Auflage der nationalen Titelkämpfe im Badminton in den USA.

## Sieger und Finalisten
| Disziplin    | Gold                               | Silber                         |
| ------------ | ---------------------------------- | ------------------------------ |
| Herreneinzel | David G. Freeman                   | Carl Loveday                   |
| Dameneinzel  | Evelyn Boldrick                    | Janet Wright                   |
| Herrendoppel | David G. Freeman Chester Goss      | Wayne Schell William Faversham |
| Damendoppel  | Evelyn Boldrick Janet Wright       | Helen Gibson Wanda Bergman     |
| Mixed        | David G. Freeman Sara Lee Williams | Carl Loveday Mary Hagan        |